# Camila Gutiérrez
Camila Gutiérrez Berner (Santiago, Chile, 23 de diciembre de 1985) es una escritora, guionista y periodista chilena, conocida por relatar su propia experiencia como joven bisexual en una familia evangélica conservadora en el blog Joven y Alocada, el cual inspiró un libro y una película homónimos.

## Biografía
Durante su adolescencia escribió el blog Joven y Alocada, en el cual relataba su relación con su familia evangélica, con un tío pastor, al declararse bisexual, con un estilo informal, irónico y espontáneo. Sus vivencias le valieron gran popularidad, especialmente entre el público joven.
Estudió un magister en periodismo en la Pontificia Universidad Católica de Chile y un máster en Escritura Creativa en la Universidad de Nueva York y ha sido parte del jurado en el Corto Internacional de Ficción.
Gutiérrez es feminista y se ha pronunciado a favor del aborto y del trabajo sexual (ella misma es modelo de OnlyFans).
Ha coconducido pódcasts como Ciudad Cola (junto a Gabriel "Gау Gigante" Ebensperger, 2014) y El amor según... (con su hermano Vicente Gutiérrez, 2019-2023) para Súbela Radio.

## Controversias
En 2023, Gutiérrez se vio involucrada en el escándalo que terminó con la renuncia de su pareja Giorgio Jackson (mano derecha del presidente Gabriel Boric) como ministro de Desarrollo Social. Esto debido a que la oposición acusó a Jackson de nepotismo porque el hermano de la escritora, el periodista Vicente Gutiérrez, fue contratado como asesor de la Dirección General de Obras Públicas para el Plan Buen Vivir, sin contar con la experiencia para el cargo.

## Obra
En su obra, de carácter autobiográfico, son recurrentes temas como la sexualidad, el amor, la familia, la religión, la represión y el abuso:
- Joven y alocada: la hermosa y desconocida historia de una evangelais (2013)
- No te ama (2015)
- Ni la música me consuela (2022)
- Reggaetón, religión (2024)

## Filmografía
Guionista
- Joven y alocada (2012)
- Princesita  (2018)

## Reconocimientos
- Mejor guion en el Festival de Cine de Sundance, 2012.[2][9][2]